# Joannesia heveoides
Joannesia heveoides là một loài thực vật có hoa trong họ Đại kích. Loài này được Ducke mô tả khoa học đầu tiên năm 1922.